# مریت پترسن
مریت پترسن (انگلیسی: Merritt Patterson؛ زادهٔ ۲ سپتامبر ۱۹۹۳) بازیگر اهل کانادا است.

## فیلم‌شناسی

### فیلم
- گودال (۲۰۰۹)
- پرسی جکسون و المپ‌نشینان: دزد آذرخش (۲۰۱۰)
- گرگ‌ها (۲۰۱۴)
- شکست‌ناپذیر: مسیر رستگاری[۱] (۲۰۱۴)

### تلویزیون
- کایل ایکس‌وای[۲] (۲۰۰۶)
- سوپرنچرال (۲۰۰۹)
- باکتری آهنی (۲۰۱۱)
- راونزوود (۲۰۱۴–۲۰۱۳)
- انگیزه (۲۰۱۶)